# Jovan Djordjević
Jovan Djordjević (srbsko Јован Ђорђевић), srbski pravnik, predavatelj in akademik, * 10. marec 1908, † 9. december 1989.
Djordjević je deloval kot redni profesor za politične vede in ustavno pravo na Univerzi v Beogradu in bil dopisni član Slovenske akademije znanosti in umetnosti (od 17. oktobra 1958).